# Nàng tiên cá (phim 2023)
Nàng tiên cá (tựa gốc tiếng Anh: The Little Mermaid) là một bộ phim điện ảnh Mỹ thuộc thể loại nhạc kịch – phiêu lưu – kỳ ảo công chiếu vào năm 2023 do Rob Marshall làm đạo diễn và đồng sản xuất với phần kịch bản do David Magee chắp bút. Do Walt Disney Pictures, DeLuca Marshall và Marc Platt Productions hợp tác sản xuất, tác phẩm là bản làm lại phiên bản người đóng từ bộ phim hoạt hình gốc cùng tên ra mắt vào năm 1989 và được chuyển thể từ truyện ngắn Nàng tiên cá của Hans Christian Andersen. Với sự tham gia diễn xuất của Halle Bailey trong vai nhân vật chính Ariel, cùng với Jonah Hauer-King, Noma Dumezweni, Art Malik, Daveed Diggs, Jacob Tremblay, Awkwafina, Javier Bardem và Melissa McCarthy vào vai các nhân vật phụ, tác phẩm theo chân Ariel – một nàng tiên cá thỏa thuận với phù thủy biển Ursula bằng cách hoán đổi giọng nói để trở thành người nhằm có cơ hội sống trên đất liền và yêu chàng hoàng tử Eric – người đã được cứu khỏi vụ đắm tàu – trước khi thời gian kết thúc, và đồng thời phải bảo vệ vương quốc của mình trước những mưu kế đầy toan tính của Ursula.
Kế hoạch về việc làm lại bộ phim Nàng tiên cá vào năm 1989 đã được Disney xác nhận vào tháng 5 năm 2016. Tháng 12 năm 2017, Disney thông báo Marshall cầm trịch chỉ đạo bản làm lại của tác phẩm, và phần lớn các diễn viên chính đã ký hợp đồng gia nhập đóng phim từ tháng 6 đến tháng 11 năm 2019. Bộ phim ban đầu được dự kiến sản xuất ở Luân Đôn vào cuối tháng 3 và đầu tháng 4 năm 2020 nhưng đã buộc phải trì hoãn do ảnh hưởng của đại dịch COVID-19, và sau cùng thì bộ phim đã chính thức khởi quay tại phim trường Pinewood Studios ở Anh và đảo Sardinia ở Ý từ tháng 1 đến tháng 7 năm 2021. Nhà soạn nhạc Alan Menken – người đã từng soạn nhạc cho bản nhạc phim gốc – đã trở lại để tham gia tái soạn nhạc và viết một số ca khúc mới cho bộ phim cùng với Lin-Manuel Miranda, người cũng tham gia hỗ trợ tài chính để sản xuất tác phẩm. Bộ phim được thực hiện để tưởng nhớ Howard Ashman, người từng tham gia viết lời cho các ca khúc trong bản phim gốc.
Bộ phim có buổi công chiếu trên toàn cầu tại nhà hát Dolby vào ngày 8 tháng 5 năm 2023 và tại rạp Odeon Luxe Leicester Square ở Luân Đôn vào ngày 15 tháng 5 năm 2023. Tác phẩm sau đó được Walt Disney Studios Motion Pictures phát hành tại các cụm rạp ở Mỹ và Việt Nam vào ngày 26 tháng 5 năm 2023, dưới định dạng RealD 3D, Disney Digital 3-D, IMAX, Dolby Cinema và 4DX. Sau khi ra mắt, tác phẩm nhận về những lời nhận xét trái chiều từ giới chuyên môn, với lời khen ngợi về phần diễn xuất của các diễn viên và phần nhạc phim, nhưng bị chỉ trích về phần kỹ xảo, thiết kế các nhân vật và những thay đổi so với bản gốc. Tác phẩm là một thành công về mặt doanh thu khi thu về 569,6 triệu USD từ kinh phí sản xuất 297 triệu USD, trở thành bộ phim có doanh thu cao thứ chín vào năm 2023 và là bộ phim làm lại có doanh thu cao thứ bảy do Disney thực hiện.

## Nội dung
Ariel là một nàng tiên cá trẻ xinh đẹp và mạnh mẽ với khát khao phiêu lưu. Là con gái út của vua Triton và cũng là người ngang ngạnh nhất, nàng khao khát khám phá về thế giới bên kia đại dương. Một lần ghé thăm đất liền, nàng đã phải lòng hoàng tử Eric bảnh bao. Trong khi tiên cá bị cấm tiếp xúc với con người, Ariel đã làm theo trái tim mình. Nàng đã thỏa thuận với phù thủy biển Ursula hung ác để có cơ hội sống cuộc sống trên đất liền, nhưng cuối cùng việc này lại đe dọa tới mạng sống của Ariel và vương miện của cha nàng.

## Diễn viên
- Halle Bailey trong vai Ariel, một nàng tiên cá tò mò và cứng đầu và là con gái út của vua Triton, người bị mê hoặc bởi thế giới loài người.[9]
- Jonah Hauer-King trong vai Eric, một chàng hoàng tử ở vương quốc mà Ariel thầm thương trộm nhớ sau khi cứu anh trong một vụ đắm tàu.[10]
- Melissa McCarthy trong vai Ursula, một phù thủy biển đầy xảo quyệt với nhiều xúc tu bạch tuộc bên trong. Bà là người mà Ariel đã thỏa thuận để trở thành người, sau này trở thành một phần bí mật trong kế hoạch thâu tóm vương quốc Atlantica.[11]
  - Jessica Alexander trong vai Vanessa, một biến thể đa nhân cách[N 1] hình người của Ursula.
- Noma Dumezweni trong vai nữ hoàng Selina, mẹ nuôi của Eric và là nhân vật mới của bộ phim.[12][13][14]
- Art Malik trong vai Grimsby, một vị quản gia của Eric, người luôn bảo vệ Eric khỏi những mối hiểm họa.[15]
- Javier Bardem trong vai vua Triton, vua của vương quốc Atlantica và là cha của Ariel. Ông luôn có những thành kiến về con người nên không cho những người cá – nhất là Ariel – gặp gỡ họ ở ngoài khơi.[16][17]
- Daveed Diggs trong vai Sebastian, chú cua trung thành với vua Triton và là người bạn thân của Ariel.[10][18]
- Jacob Tremblay trong vai Flounder, một bạn cá nhiệt đới luôn lạc quan, yêu đời và là người bạn thân của Ariel.[19]
- Awkwafina trong vai Scuttle, một chú chim ó biển phương Bắc luôn báo tin và miêu tả về những con người hay sự việc ngoài khơi cho Ariel.[11] So với bản gốc là một con chim đực, nhân vật Scuttle trong bản làm lại này là một con chim cái. Scuttle được xây dựng dưới hình thức chim lặn nhằm giới thiệu nhân vật này ở dưới đại dương.[20]

Ngoài ra, Martina Laird xuất hiện trong phim với vai Lashana, một trong những người hầu làm việc tại lâu đài của Eric, được chuyển thể từ nhân vật Carlotta trong bản phim gốc; Emily Coates trong vai Rosa, một cô gái trẻ làm việc tại lâu đài của Eric với tư cách là người hầu; Christopher Fairbank và John Dagleish vào các vai Hawkins và Mulligan, hai trong số những người bạn cùng tàu của Eric; và Juke Akuwudike trong vai Joshua, một ngư dân chứng kiến Ariel dưới dạng hình người; và Russell Balogh và Adrian Christopher vào các vai hai trong số những lính canh của vua Triton. Các diễn viên khác cũng tham gia xuất hiện trong phim bao gồm Lorena Andrea trong vai Perla; Kajsa Mohammar trong vai Karina; Simone Ashley trong vai Indira; Nathalie Sorrell trong vai Caspia; Karolina Conchet trong vai Mala; và Sienna King trong vai Tameka, những người con gái của vua Triton và là những người chị của Ariel. Cả sáu nhân vật này đã được đặt lại tên trong phim. Trong phim còn có sự xuất hiện của Flotsam và Jetsam – hai đồng minh cá lịch biển xanh của Ursula, và Max – chó nuôi của Eric, đều được tái hiện từ bản gốc. Jodi Benson, người từng lồng tiếng cho Ariel ở bản phim hoạt hình gốc, tham gia bộ phim với tư cách khách mời qua vai người bán hàng hóa trong chuyến thăm vương quốc của Ariel và Eric.

## Sản xuất

### Phát triển

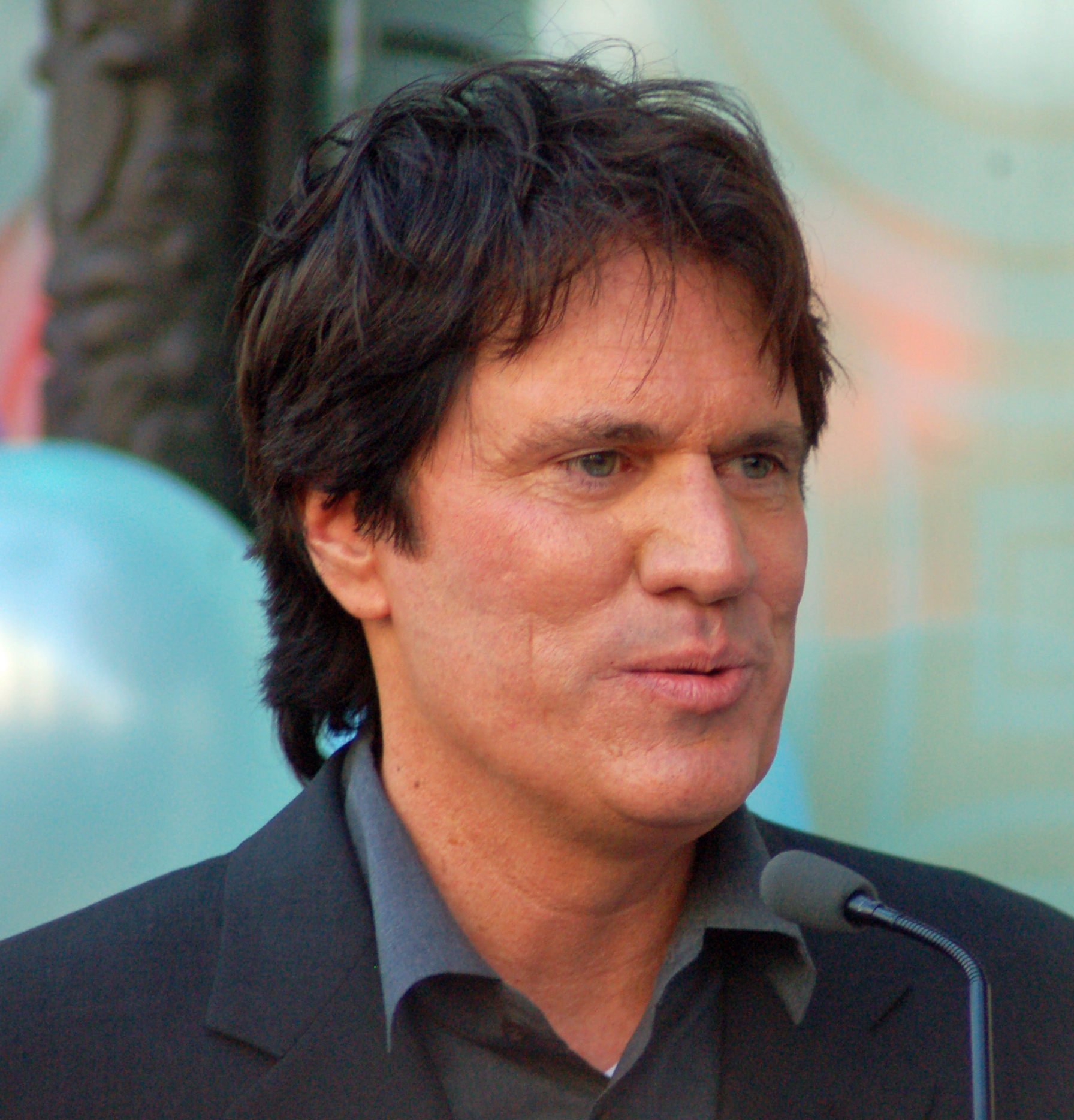
Rob Marshall là người đứng sau bản làm lại của Nàng tiên cá.

Ngày 25 tháng 5 năm 2016, Walt Disney Pictures bắt đầu phát triển về việc chuyển thể thành một bản người đóng từ truyện cổ tích Nàng tiên cá của Hans Christian Andersen. Ba tháng sau, Lin-Manuel Miranda và Marc Platt đều ký hợp đồng tham gia sản xuất bộ phim, sau này được xác nhận là bản làm lại của bộ phim hoạt hình gốc cùng tên vào năm 1989.
Ngày 6 tháng 12 năm 2017, Marshall đã được Công ty Walt Disney bàn giao trọng trách thực hiện bộ phim, còn Jane Goldman đảm nhiệm vị trí viết kịch bản cho bộ phim. Ngày 5 tháng 12 năm 2018, Marshall đã tiết lộ rằng ông cùng với cộng sự John DeLuca và nhà sản xuất Marc Platt đã được công ty chọn để bắt đầu phát triển dự án chuyển thể thành phim người đóng, và nói rằng "John và [Marshall] đã bắt đầu thực hiện bằng việc cố gắng khai phá và tìm ra những chi tiết cốt lõi có được trong bản phim gốc", vì ông cảm thấy "nó là một bộ phim hoạt hình không hề dễ để chuyển sang bản người đóng. Phiên bản người đóng được ví như là một thế giới đa cảnh quan, khác hẳn so với bản gốc, vì thế khi thực hiện thì các bạn sẽ phải cẩn trọng để làm ra những chi tiết tốt nhất, nhưng cũng chính vì thế mà chúng tôi bắt đầu khám phá thế giới ấy". Cũng trong tháng 12 cùng năm, Marshall sẽ cầm trịch chỉ đạo trực tiếp cho dự án này. Trong một buổi họp báo vào ngày 21 tháng 12, Marshall tiết lộ rằng bộ phim đang trong giai đoạn đầu phát triển, và các hãng phim đang cố gắng tìm ra những cách khác nhau để chuyển từ bản hoạt hình gốc sang bản người đóng.
Ngày 3 tháng 7 năm 2019, David Magee – người đã từng viết kịch bản cho bộ phim Mary Poppins trở lại – được xác nhận hợp tác viết kịch bản với Goldman, nhưng sau này Magee đã chiếm suất viết kịch bản cho bản làm lại này. Ngày 10 tháng 2 năm 2020, sau khi tham dự giải Oscar lần thứ 92, Lin-Manuel Miranda đã nói rằng buổi diễn tập cho phiên bản người đóng đã chính thức bắt đầu thực hiện.

### Chọn diễn viên
Các diễn viên Lindsay Lohan và Chris Evans đều bày tỏ sự quan tâm đến việc đóng vai chính trong bản chuyển thể. Một số người hâm mộ còn muốn Disney nên giao vai Ariel cho nữ ca sĩ Ariana Grande. Từ cuối năm 2018 đến đầu năm 2019, Zendaya được đồn đoán sẽ được chọn để đóng vai chính, nhưng cô liên tục nói rằng đó "chỉ là tin đồn". Ngày 28 tháng 6 năm 2019, tờ Variety cho biết rằng vai phản diện phù thủy Ursula đang được Melissa McCarthy đàm phán để vào vai. Một tháng sau, vào ngày 1 tháng 7 năm 2019, tờ Variety cũng xác nhận rằng Jacob Tremblay và Awkwafina được đồn đoán là sẽ tham gia bộ phim với vai diễn Scuttle và Flounder.
Ngày 3 tháng 7 năm 2019, thông qua các tài khoản mạng xã hội chính thức của Disney, Halle Bailey được chính thức thông báo sẽ vào vai chính Ariel. Marshall cho biết ông đã tìm thấy "sự kết hợp hiếm có giữa tinh thần, trái tim, tuổi trẻ, sự ngây thơ và khí chất" cùng với "một giọng hát tuyệt vời" của [Bailey] để "nhập vai diễn mang tính biểu tượng này". Ngoài ra, ông còn nói rằng bộ phim mô tả về "[Ariel] đang tìm giọng nói của mình ... Và ngay lập tức điều đó giống như một mảng miếng thú vị đúng lúc và gây được tiếng vang [cho cả đội ngũ sản xuất của chúng tôi]". Halle Bailey kể lại rằng cô muốn mang lại sự tươi mới cho nhân vật. Cô cũng nói thêm rằng "thật tuyệt vời khi các nhà sản xuất đã rất mong muốn [cô] thể hiện con người thật của mình ... đó là một trải nghiệm trưởng thành thực sự thú vị."
Cũng trong tháng 7, Javier Bardem gia nhập dàn diễn viên với vai diễn vua Triton, còn Harry Styles và Jack Whitehall đang được cân nhắc để vào vai nam chính Eric. Tuy nhiên, vào tháng 8 năm 2019, có nguồn tin xác nhận rằng Harry Styles đã từ chối lời mời đóng phim, điều này đã được anh xác nhận trên Capital FM vào tháng 11 năm 2019 rằng có một số thứ mà họ không thể xoay xở kịp, đồng thời còn nói thêm rằng: "Tôi nghĩ đây rõ ràng sẽ là một bộ phim tuyệt vời, nhưng họ quay quá lâu và có lẽ tôi muốn một chuyến lưu diễn vào năm sau. Tôi vẫn chưa thông báo điều đó, nhưng thực tình thì nó không hoàn toàn giống như tôi nghĩ." Vì chuyến lưu diễn của Harry bị hủy do đại dịch COVID-19 đang lan rộng trên toàn cầu, nên Disney xác nhận rằng vai diễn Eric được chuyển giao cho nam diễn viên người Anh Jonah Hauer-King. Marshall sau này mới giải thích rằng Styles muốn có một vai diễn đầy gai góc và không thuộc dòng phim nhạc kịch nên anh đã từ chối vai diễn này.
Vào tháng 10 năm 2019, sau khi hợp tác thành công với Miranda trong vở nhạc kịch Hamilton, Daveed Diggs đã gia nhập dàn diễn viên với vai diễn chú cua Sebastian. Jonah Hauer-King cũng đã xác nhận chính thức tham gia bộ phim này vào tháng 11 với vai nam chính Eric. Trước khi Jonah được chọn thì Cameron Cuffe cũng đang tranh cử cho vai diễn này, khi cả hai đều thử vai cùng với Bailey.
Ngày 18 tháng 2 năm 2020, McCarthy đã xác nhận rằng bà sẽ đóng vai Ursula trong một buổi phóng vấn trên chương trình The Ellen DeGeneres Show: "Tôi đóng vai phù thủy Ursula. Thật là vui khi làm được điều này nhưng chúng tôi chỉ đang tập dượt thôi. Đó là cú nổ tuyệt vời. Khi tôi mới bước chân vào thế giới của Marshall, nó giống như một giấc mơ thần tiên vậy, mà tôi mới đến Luân Đôn một tuần nên tôi kiểu, 'Tôi không thể đến trại khiêu vũ trong một tuần như thế được'. Anh ta suốt ngày như kiểu, 'Cô có muốn trượt xuống cái vỏ sò dài 40 bộ (36,7 m) này không?'. Tôi nói: 'Vâng! Tất nhiên là tôi muốn làm rồi. Anh là kiểu người gì vậy, thằng điên à?'. Toàn bộ khung cảnh ở đây rất sáng tạo và bắt mắt." Đến tháng 12 năm 2020, Disney công bố là đã chọn được bảy diễn viên nam khác nhau để đóng phim, đồng thời còn cho ra mắt biểu trưng của bộ phim.
Ngày 5 tháng 1 năm 2021, Noma Dumezweni được thông báo là sẽ tham gia bộ phim với vai diễn chưa được tiết lộ. Ngày 29 tháng 3 năm 2021, bà đã trả lời phỏng vấn về vai diễn sắp tới của mình trên trang báo Marie Claire, "Tôi có thể nói với bạn rằng tôi đang làm điều đó. Tôi có thể nói với bạn rằng tôi rất vui. Tôi có thể nói với bạn rằng tôi đã có một buổi trò chuyện về việc làm tóc và trang điểm vào ngày hôm trước và nó thật tuyệt vời làm sao!" Ngày 29 tháng 12 năm 2021, trong buổi chia sẻ trên Talks with Mama Tina của trang Facebook, Bailey nhớ lại cảm giác lo sợ và lo lắng khi thử vai Ariel. Bạn diễn của cô, Daveed Diggs, cho biết rằng bản làm lại này sẽ "mang lại thêm sức mạnh" cho Ariel so với bản gốc. Tháng 5 năm 2023, trong một buổi phỏng vấn trên tờ Los Angeles Times, Bailey cho biết Jodi Benson – người từng thủ vai Ariel trong bản phim gốc – sẽ có một vai khách mời trong bộ phim.

### Quay phim
Ban đầu, phim được lên kế hoạch sản xuất tại Luân Đôn khoảng từ cuối tháng 3 đến đầu tháng 4 năm 2020, nhưng do đại dịch COVID-19 vẫn còn đang hoành hành nên kế hoạch phải hoãn lại. Những bức ảnh chụp tại phim trường Pinewood Studios đã bị rò rỉ vài tuần sau khi quá trình sản xuất phải tạm hoãn, bao gồm những hình ảnh về chiếc tàu ra khơi của Eric cũng như những hình ảnh trong nhà có thể xem là lâu đài của nhân vật này. Ngày 29 tháng 7 năm 2020, thông qua các trang mạng xã hội khác nhau, Tremblay đã bắt đầu vào vai Flounder bằng việc thu âm lại lời đối thoại của em. Việc ghi hình dự kiến sẽ bắt đầu lại vào ngày 10 tháng 8 cùng năm nhưng một lần nữa phải dời lại.
Từ tháng 11 năm 2020, cựu chủ tịch Disney Bob Chapek cho biết việc ghi hình cho tất cả các bộ phim trước đó đã bị hoãn lại do đại dịch sẽ được quay lại hoặc tiếp tục quay nốt những phần còn dở dang. Một tháng sau, McCarthy mong muốn bộ phim sẽ được quay trau chuốt hơn từ tháng 1 năm 2021. Tháng 1 năm 2021, Diggs cho biết anh phải đối mặt với áp lực về khối lượng công việc cực kỳ lớn khi chuẩn bị và thu âm lời thoại cho vai diễn Sebastian.
Sau nhiều lần trì hoãn, đoàn làm phim chính thức khai máy khởi quay bộ phim từ ngày 30 tháng 1 năm 2021 tại phim trường Pinewood Studios, và vào tháng 4 năm 2021, đoàn bắt đầu quay các phân cảnh của McCarthy. Ngày 6 tháng 4 năm 2021, đoàn đã dành thêm ba tháng nữa để quay thêm vài cảnh quay bổ sung ở ngoài khơi trên đảo Sardinia, Ý. Tháng 6 năm 2021, việc quay phim tạm thời bị ngừng lại do nhiều thành viên trong đoàn đã mắc COVID-19. Việc ghi hình tiếp tục thực hiện vào một tuần sau đó và chính thức đóng máy vào ngày 11 tháng 7 năm 2021.
— Rob Marshall
Ngày 30 tháng 12 năm 2021, Halle Bailey đã chia sẻ thêm về một số hình ảnh hậu trường mới của phim trường, bao gồm cả một cái nhìn thoáng thấy cô trong vai Ariel. Cô cũng đã lên Instagram để tổng kết về một năm trải nghiệm của mình và chia sẻ những bức ảnh ghi lại những khoảnh khắc thú vị khi quay phim. Bức ảnh đầu tiên cho thấy đã có cuốn kịch bản chính thức của bộ phim, được làm mờ đi để tránh tiết lộ, nhưng vẫn in đậm tên nhân vật của cô là Ariel. Ngoài ra, một bức ảnh khác cũng cho thấy cô đang bơi trong vùng biển của bán đảo Sardinia trong một cảnh quay, còn một bức ảnh khác cũng cho thấy đoàn làm phim cũng đã sử dụng công nghệ CGI để tạo hiệu ứng hình ảnh cho bộ phim. Tháng 2 năm 2023, Marshall tiết lộ rằng ông hy vọng việc thực hiện hậu kỳ cho bộ phim sẽ được hoàn thành vào tháng 3.
Ngày 22 tháng 3 năm 2023, Bailey cho biết cô đã phải dành 13 tiếng đồng hồ ở dưới nước trong một số ngày quay nhất định, và các bể chứa nước thực tế cũng như công nghệ CGI đã được sử dụng để tạo ra môi trường dưới nước. Cô cảm thấy thông điệp từ nhân vật Ariel muốn truyền tải "là để biết rằng bạn luôn có sức mạnh ấy trong mình". Ngoài ra, cô cũng cho biết rằng những chủ đề của bộ phim đã được cập nhật liên tục để không đặt nặng việc Ariel "bỏ biển để theo một chàng trai" trước những lời chỉ trích gần đây xung quanh việc miêu tả mong muốn đó trong bản phim gốc. Về việc đó, cô "thực sự hào hứng" với phiên bản của mình trong phim vì "[cô và đoàn làm phim] đã thống nhất thay đổi quan điểm đó ... Nó còn lớn hơn thế rất nhiều. Đó là về bản thân, mục đích, sự tự do, cuộc sống của cô ấy và những gì mà cô ấy muốn". Bên cạnh đó, Bailey còn cho rằng phụ nữ cảm thấy thật tuyệt vời khi "là những người hiện đại, độc lập, là tất cả và hơn thế nữa" và cô rất vui khi "[Disney] đã cập nhật thêm một số chủ đề đó".

### Kỹ xảo và phục trang
Phần kỹ xảo cho bộ phim do các công ty Moving Picture Company, Framestore, Weta FX và Industrial Light & Magic phối hợp thực hiện. DNEG phụ trách thực hiện phần chuyển đổi các cảnh phim từ hiệu ứng 2D sang 3D.
Đối với phân cảnh "Under the Sea", Marshall gọi đó là "một bản nhạc lớn và hoành tráng" và nói rằng việc tạo ra môi trường dưới nước có liên quan đến "rất nhiều công việc trước đó đối với DeLuca và bản thân [ông] để tạo ra các phân cảnh này, nhằm chuẩn bị trước cho nó từ bảng phân cảnh đến thứ gọi là mô phỏng trước bằng hình ảnh, gần giống như một bộ phim hoạt hình nhỏ, vì vậy chúng tôi biết nó diễn ra như thế nào và nó hoạt động như thế nào ... Bạn đang tạo ra một thế giới, bạn đang tạo ra các sinh vật, nhưng đối với tôi, điều rất quan trọng là nó phải có cảm giác thật – bạn phải tin, bạn phải quan tâm đến họ, và bạn phải theo dõi hành trình của họ".
Ngày 19 tháng 5 năm 2023, Marshall cho biết tác phẩm Cướp biển vùng Ca-ri-bê 4 của ông đã giúp ông có được cảm hứng để làm ra Nàng tiên cá, bằng việc sử dụng các kĩ thuật người đóng và CGI để mang Ariel, những người chị của cô và vua Triton ra ngoài đời thực. Ông gọi nó là "điểm khởi đầu hoàn hảo cho chúng tôi", và cho cả đoàn làm phim và nhóm kỹ xảo xem tác phẩm về cướp biển của mình để thực hiện quy trình. Những chiếc đuôi đầy sắc màu của những người cá được thiết kế bởi nhà thiết kế phục trang Colleen Atwood – người đã sử dụng những chú cá thật làm tài liệu tham khảo để làm cho mỗi chiếc đuôi của Ariel và những người chị của cô trông khác biệt hơn với nhau, đồng thời cũng thiết kế trang phục cho các nhân vật những con người ở ngoài khơi.

## Nhạc phim
Ngày 17 tháng 3 năm 2017, nhạc sĩ Alan Menken – người đã từng soạn nhạc phim và các ca khúc trong bản phim gốc – trở lại để soạn lại các bản nhạc phim và các ca khúc gốc của bộ phim, đồng thời ông sẽ hợp tác với Lin-Manuel Miranda để viết một số ca khúc mới có mặt trong bản làm lại này. Tuy vậy, vào tháng 6 năm 2017, Menken phải tạm gác lại công việc này do Miranda đang bận đóng vai trong bộ phim Mary Poppins trở lại.
Ngày 20 tháng 5 năm 2019, Menken xác nhận rằng Nàng tiên cá sẽ là tác phẩm soạn nhạc tiếp theo trong sự nghiệp của ông sau tác phẩm Aladdin, và vào ngày 9 tháng 7, ông và Miranda đã bắt tay vào việc thực hiện các ca khúc mới cho bộ phim. Khi nói về việc thay thế Howard Ashman, Miranda cảm thấy rằng "[anh] sẽ gặp phải khó khăn" trước các ca khúc của Ashman, và lập luận rằng "không ai có thể viết lời hay hơn ông ấy". Ngày 17 tháng 9 năm 2019, có thông tin cho hay Menken và Miranda đã hợp tác sáng tác một ca khúc mới cho nhân vật Eric, và thông tin này đã được Menken xác nhận vào ngày 11 tháng 10 năm 2019. Menken tiết lộ rằng ông cùng Miranda đã viết khoảng bốn đến năm ca khúc mới cho bộ phim, bao gồm một ca khúc mới cho Eric và Ariel, một ca khúc mới cho nhân vật vua Triton và một ca khúc mới cho nhân vật Scuttle.
Ngày 16 tháng 1 năm 2020, Bailey cho biết ca khúc chủ đề chính của bộ phim gốc – Part of Your World – sẽ được sử dụng trong bản phim làm lại này bằng một bản phối hoàn toàn mới. Cùng thời điểm vào ngày 10 tháng 2 năm 2020, Miranda đã tiết lộ rằng bốn ca khúc mới do anh và Menken hợp tác sản xuất đã được bổ sung vào danh sách ca khúc cho bộ phim. Đến ngày 22 tháng 3 năm 2020, Menken mới tiết lộ rằng toàn bộ các ca khúc trong phim, trong đó có cả bốn ca khúc mới, đều đã được hoàn tất. Ngày 19 tháng 2 năm 2021, Menken tiết lộ trong một buổi phỏng vấn rằng các ca khúc mới ở trong phim sẽ có sự pha trộn giữa phong cách của ông và Miranda. Ông còn nói thêm rằng các bài hát sẽ có "một số đoạn rap" trong các đoạn hát của các tác phẩm trước đó của Miranda, cũng như mang một phong cách gần gũi hơn với tác phẩm thông thường của anh.
Ngày 22 tháng 9 năm 2021, Menken đã có buổi trò chuyện tại chương trình For Scores của Disney và ông đã xác nhận rằng sẽ có bốn ca khúc mới có mặt trong bộ phim. Bên cạnh đó, ông cũng nhớ lại rằng Miranda đã nản lòng trước viễn cảnh phải tiếp bước những gì mà Howard Ashman – người từng hợp tác viết các ca khúc gốc với ông – đã để lại. Ngày 24 tháng 11 năm 2021, trong một buổi phỏng vấn với Collider, Miranda rất ngưỡng mộ về bản phim gốc của Nàng tiên cá và cái cách mà Ashman và Menken đã giúp anh hình thành được một phần tuổi thơ của mình. Ngoài ra, anh khẳng định việc thực hiện dự án này đã hiện thực hóa giấc mơ lớn của mình, hơn nữa anh yêu thích Sebastian nên anh "không viết bất kỳ bài hát mới nào" cho nhân vật này. Miranda còn cho biết những bài hát trong bản gốc sẽ được tái hiện, nhưng anh và Menken còn "có thể tìm được một số khoảnh khắc" để giới thiệu cho khán giả về những ca khúc mới xuất hiện trong phim.
Ngày 20 tháng 1 năm 2022, Halle Bailey có buổi trò chuyện với kênh StyleCaster, cô thật sự xúc động khi nhắc về cảnh quay "Part of Your World":
| “              | Thực sự rất tuyệt vời khi quay cảnh này. Và chính cảnh này thực sự rất xúc động đối với tôi. Đó là ba ngày mà ở đó sự mãnh liệt đã bùng cháy nằm ở trong tôi và ở khắp mọi nơi. Tôi đã khóc suốt thời gian đó vì tôi chỉ nói rằng: 'Cái gì vậy trời?'. Tất cả chúng tôi đều được kết nối với bài hát đó và nó có ý nghĩa rất lớn đối với mỗi chúng ta. | ” |
| — Halle Bailey | |   |

— Alan Menken lý giải về việc cập nhật các ca từ của các ca khúc "Poor Unfortunate Souls" và "Kiss the Girl".
Ngày 17 tháng 2 năm 2022, trong một buổi phỏng vấn trên tờ Variety, Miranda tiết lộ rằng một trong những ca khúc mới cho bản người đóng – có tên là "For the First Time" – sẽ diễn ra khi Ariel ở trên đất liền với hình dạng con người của cô. Anh cũng nói thêm rằng bạn diễn Daveed Diggs có thể sẽ có đoạn rap trong phim, điều mà sau này đã được Menken xác nhận vào ngày 31 tháng 3 năm 2023, với tiêu đề của bài hát là "The Scuttlebutt". Ông mô tả rằng bài hát này là một ca khúc "dở khóc dở cười" đối với các nhân vật Scuttle và Sebastian, nhằm "cố gắng tìm hiểu chuyện gì đang diễn ra vì họ nghe đồn rằng hoàng tử quyết định kết hôn. Họ nghĩ người đó phải là Ariel nhưng thực tế đó là Ursula dưới hình dạng thiếu nữ Vanessa", đồng thời còn trêu rằng ca từ của Miranda "thực sự chết cười". Menken sau đó cung cấp thêm những chi tiết về các ca khúc mới, cho biết ca khúc đầu tiên trong số bốn ca khúc được viết ở thời điểm phát triển bộ phim là một bản solo của hoàng tử Eric mang tên "Wild Unchartered Waters", do Marshall muốn "một bài hát mới vào thời điểm này của những con sóng và tất cả sự hoang dã của những gì ngoài kia trong đại dương ... [Ariel] thể hiện điều đó với [Eric]; cô ấy chính là người đã cứu mạng anh ấy. Phim người đóng thực sự là một phương tiện sáng tạo của đạo diễn". Bên cạnh đó, ông cũng đã tiết lộ rằng ca khúc thứ tư không được đưa vào bản cắt cuối cùng và được cho là một bài hát mới dành cho vua Triton với tiêu đề "Impossible Child", vì ông và các nhà làm phim cảm thấy rằng nó không cần thiết một cách "kịch tính" như thế. Tuy nhiên, ông cho biết ca khúc này sẽ được ra mắt công chúng vào một ngày nào đó, có thể là trên phương tiện giải trí tại gia của bộ phim. Một số ca từ của các ca khúc "Poor Unfortunate Souls" và "Kiss the Girl" cũng đã được cập nhật thêm để làm mới cho bộ phim.
Có hai ca khúc trong bản phim gốc bị lược bỏ, bao gồm "Daughters of Triton" do những người chị của Ariel thể hiện; và "Les Poissons" do đầu bếp Louis – đầu bếp phục vụ của Eric – thể hiện, nhân vật này sau đó cũng đã bị cắt khỏi bộ phim. Về việc giải thích lý do cắt phân cảnh trước, Menken cho biết phân cảnh này cảm thấy "không cần thiết" với cách tiếp cận mới mà các nhà làm phim đưa ra cho những người chị trong phim, và nói rằng họ muốn bộ phim bắt đầu "với nhiều cảm giác về đại dương như người thật đóng và kế đến là gặp Ariel, sau đó chúng tôi đợi một chút khiến bạn phải chờ đợi cho đến khi chúng tôi đến phân cảnh 'Part of Your World'", điều mà ông nghĩ rằng đó là "một lựa chọn tuyệt vời". Về việc cắt phân cảnh sau đó, Marshall cho biết nếu như đoàn làm phim quay cảnh này nhưng "không biết sẽ quay như thế nào", thì nó "sẽ không bao giờ được chiếu". Ông cũng nói thêm rằng phân cảnh này không liên quan gì đến câu chuyện nên "bạn không thể làm điều đó trong một bộ phim người đóng như thế".
Album nhạc phim của Nàng tiên cá đã có sẵn để lưu và đặt hàng trước vào ngày 13 tháng 3 năm 2023, và được Walt Disney Records phát hành dưới định dạng tải kỹ thuật số vào ngày 19 tháng 5 năm 2023, cũng như trên định dạng đĩa CD và đĩa than vào ngày 26 tháng 5 cùng năm. Phiên bản của Bailey trong ca khúc "Part of Your World" đã được phát hành dưới định dạng đĩa đơn kỹ thuật số vào ngày 26 tháng 4 năm 2023, một tháng trước khi bộ phim được ra mắt, cũng như phiên bản tiếng Hàn của ca khúc đã được phát hành do Danielle – thành viên của nhóm nhạc NewJeans – thể hiện.
Toàn bộ nhạc phẩm trong phim do Alan Menken biên soạn.
| Danh sách ca khúc – Phiên bản nhạc phim gốc | Danh sách ca khúc – Phiên bản nhạc phim gốc | Danh sách ca khúc – Phiên bản nhạc phim gốc | Danh sách ca khúc – Phiên bản nhạc phim gốc                            | Danh sách ca khúc – Phiên bản nhạc phim gốc |
| STT                                         | Nhan đề                                     | Phổ lời                                     | Nghệ sĩ thể hiện                                                       | Thời lượng                                  |
| ------------------------------------------- | ------------------------------------------- | ------------------------------------------- | ---------------------------------------------------------------------- | ------------------------------------------- |
| 1.                                          | "Triton's Kingdom"                          |                                             |                                                                        | 2:32                                        |
| 2.                                          | "Part of Your World"                        | Howard Ashman                               | Halle Bailey                                                           | 3:34                                        |
| 3.                                          | "Fathoms Below"                             | Ashman                                      | Jonah Hauer-King, John Dagleish, Christopher Fairbank và dàn diễn viên | 1:28                                        |
| 4.                                          | "Part of Your World (Reprise)"              | Ashman                                      | Bailey                                                                 | 2:37                                        |
| 5.                                          | "Under the Sea"                             | Ashman                                      | Daveed Diggs và dàn diễn viên                                          | 3:04                                        |
| 6.                                          | "Wild Uncharted Waters"                     | Lin-Manuel Miranda                          | Hauer-King                                                             | 2:59                                        |
| 7.                                          | "Poor Unfortunate Souls"                    | Ashman Miranda                              | Melissa McCarthy                                                       | 4:42                                        |
| 8.                                          | "For the First Time"                        | Miranda                                     | Bailey                                                                 | 4:08                                        |
| 9.                                          | "Kiss the Girl"                             | Ashman Miranda                              | Diggs, Awkwafina, Jacob Tremblay và dàn diễn viên                      | 3:16                                        |
| 10.                                         | "The Scuttlebutt"                           | Miranda                                     | Awkwafina và Diggs                                                     | 3:16                                        |
| 11.                                         | "Eric's Decision"                           |                                             |                                                                        | 2:21                                        |
| 12.                                         | "Vanessa's Trick"                           |                                             | Bailey                                                                 | 1:03                                        |
| 13.                                         | "Part of Your World (Reprise II)"           | Miranda                                     | Bailey                                                                 | 1:33                                        |
| 14.                                         | "Kiss the Girl (Island Band Reprise)"       |                                             |                                                                        | 2:17                                        |
| 15.                                         | "Finale"                                    |                                             |                                                                        | 2:25                                        |
| Tổng thời lượng:                            | Tổng thời lượng:                            | Tổng thời lượng:                            | Tổng thời lượng:                                                       | 40:00                                       |

| Danh sách ca khúc – Phiên bản cao cấp | Danh sách ca khúc – Phiên bản cao cấp | Danh sách ca khúc – Phiên bản cao cấp | Danh sách ca khúc – Phiên bản cao cấp                                  | Danh sách ca khúc – Phiên bản cao cấp |
| STT                                   | Nhan đề                               | Phổ lời                               | Nghệ sĩ thể hiện                                                       | Thời lượng                            |
| ------------------------------------- | ------------------------------------- | ------------------------------------- | ---------------------------------------------------------------------- | ------------------------------------- |
| 1.                                    | "Triton's Kingdom"                    |                                       |                                                                        | 2:32                                  |
| 2.                                    | "Part of Your World"                  | Howard Ashman                         | Halle Bailey                                                           | 3:34                                  |
| 3.                                    | "Fathoms Below"                       | Ashman                                | Jonah Hauer-King, John Dagleish, Christopher Fairbank và dàn diễn viên | 1:28                                  |
| 4.                                    | "Part of Your World (Reprise)"        | Ashman                                | Bailey                                                                 | 2:37                                  |
| 5.                                    | "Under the Sea"                       | Ashman                                | Daveed Diggs và dàn diễn viên                                          | 3:04                                  |
| 6.                                    | "Wild Uncharted Waters"               | Lin-Manuel Miranda                    | Hauer-King                                                             | 2:59                                  |
| 7.                                    | "Poor Unfortunate Souls"              | Ashman Miranda                        | Melissa McCarthy                                                       | 4:42                                  |
| 8.                                    | "For the First Time"                  | Miranda                               | Bailey                                                                 | 4:08                                  |
| 9.                                    | "Kiss the Girl"                       | Ashman Miranda                        | Diggs, Awkwafina, Jacob Tremblay và dàn diễn viên                      | 3:16                                  |
| 10.                                   | "The Scuttlebutt"                     | Miranda                               | Awkwafina và Diggs                                                     | 3:16                                  |
| 11.                                   | "Eric's Decision"                     |                                       |                                                                        | 2:21                                  |
| 12.                                   | "Vanessa's Trick"                     |                                       | Bailey                                                                 | 1:03                                  |
| 13.                                   | "Part of Your World (Reprise II)"     | Miranda                               | Bailey                                                                 | 1:33                                  |
| 14.                                   | "Kiss the Girl (Island Band Reprise)" |                                       |                                                                        | 2:17                                  |
| 15.                                   | "Finale"                              |                                       |                                                                        | 2:25                                  |
| 16.                                   | "Opening Title"                       |                                       |                                                                        | 1:00                                  |
| 17.                                   | "Eric's Ship"                         |                                       |                                                                        | 1:31                                  |
| 18.                                   | "Shipwreck Graveyard"                 |                                       |                                                                        | 1:53                                  |
| 19.                                   | "Shark Attack"                        |                                       |                                                                        | 1:33                                  |
| 20.                                   | "Dinglehopper"                        |                                       |                                                                        | 1:37                                  |
| 21.                                   | "Ursula's Reveal"                     |                                       |                                                                        | 1:30                                  |
| 22.                                   | "Ariel's Grotto"                      |                                       |                                                                        | 0:45                                  |
| 23.                                   | "Shipwreck"                           |                                       |                                                                        | 3:31                                  |
| 24.                                   | "The Rescue"                          |                                       |                                                                        | 1:07                                  |
| 25.                                   | "Triton's Fury"                       |                                       |                                                                        | 2:31                                  |
| 26.                                   | "Journey to Ursula"                   |                                       |                                                                        | 1:54                                  |
| 27.                                   | "Ursula's Lair"                       |                                       |                                                                        | 1:52                                  |
| 28.                                   | "Eric's Library"                      |                                       |                                                                        | 1:24                                  |
| 29.                                   | "Carriage Ride"                       |                                       |                                                                        | 2:36                                  |
| 30.                                   | "Marketplace"                         |                                       |                                                                        | 1:42                                  |
| 31.                                   | "Ursula's Potion"                     |                                       |                                                                        | 1:32                                  |
| 32.                                   | "Ariel Regains Her Voice"             |                                       |                                                                        | 1:39                                  |
| 33.                                   | "The Sun Sets"                        |                                       |                                                                        | 1:14                                  |
| 34.                                   | "Ursula Battle"                       |                                       |                                                                        | 4:28                                  |
| 35.                                   | "Metamorphosis"                       |                                       |                                                                        | 1:02                                  |
| 36.                                   | "The Kiss"                            |                                       |                                                                        | 0:53                                  |
| 37.                                   | "Ariel's Goodbye"                     |                                       |                                                                        | 1:23                                  |
| Tổng thời lượng:                      | Tổng thời lượng:                      | Tổng thời lượng:                      | Tổng thời lượng:                                                       | 1:18:00                               |

## Phát hành

### Công chiếu tại rạp
Bộ phim có buổi ra mắt toàn cầu tại nhà hát Dolby vào ngày 8 tháng 5 năm 2023, và tại rạp Odeon Luxe Leicester Square ở Luân Đôn vào ngày 15 tháng 5 năm 2023. Tác phẩm sau đó được khởi chiếu vào ngày 26 tháng 5 năm 2023 tại các cụm rạp ở Mỹ và Việt Nam dưới định dạng RealID 3D, IMAX, Dolby Cinema và 4DX, do Walt Disney Studios Motion Pictures phân phối phát hành.

### Tiếp thị
Ngày 9 tháng 9 năm 2022, Rob Marshall và Halle Bailey có dịp xuất hiện tại sự kiện D23 Expo 2022 để giới thiệu phần ra mắt độc quyền về phân cảnh "Part of Your World" của bộ phim. Sau khi trình chiếu, phân đoạn ấy đã nhận được những lời nhận xét tích cực từ những người tham dự, họ khen ngợi về giọng hát của Bailey. Cùng thời điểm này, đoạn teaser đầu tiên của bộ phim đã được ra mắt công chúng. Ngày 13 tháng 10 năm 2022, tấm áp phích đầu tiên của bộ phim được ra mắt trước công chúng, với dòng chú thích đồng bộ trên Twitter của Bailey: "Không từ ngữ nào có thể diễn tả được về việc tôi cảm thấy vô cùng vinh dự khi được đóng vai nàng tiên cá trong mơ của mình".
Trong một buổi phỏng vấn với Entertainment Weekly, Marshall cho biết lần quay cảnh mới này về Ariel đã làm nổi bật về một "người phụ nữ hiện đại". Ông nói rằng nhân vật này bắt nguồn từ một thế kỷ khác của Hans Christian Andersen, nhưng đồng thời vào năm 1989, theo một cách nào đó, nó cảm thấy như một người phụ nữ rất hiện đại, một người có cái nhìn khác về cuộc sống của Ariel so với bất cứ ai xung quanh và đi tìm giấc mơ đó. Ngày 21 tháng 1 năm 2023, Disney Live Entertainment đã công bố một cuộc tuyển chọn các nữ diễn viên có ngoại hình giống nhân vật để thể hiện phiên bản Ariel của Bailey với tư cách là một nhân vật gặp gỡ và chào hỏi tại Disneyland ở Anaheim, California gần điểm tham quan "It's a Small World", Disney's Hollywood Studios tại Walt Disney World ở Orlando, Florida và công viên Walt Disney Studios tại Disneyland Paris ở Paris, Pháp, như một phần của chiến dịch tiếp thị quảng bá cho bộ phim. Sau này Disney Parks đã xác nhận rằng những buổi gặp gỡ và chào hỏi này sẽ diễn ra với số lượng người tham gia hạn chế trong suốt mùa hè, với dạng nguyên bản, cổ điển của Ariel sẽ được phục hồi sau đó.
Ngày 12 tháng 3 năm 2023, đoạn trailer chính thức cho bộ phim đã được trình chiếu tại giải Oscar lần thứ 95, với lời giới thiệu trên sân khấu của Bailey và McCarthy. Đoạn trailer sau đó được phát hành trực tuyến cùng với một tấm áp phích mới. Disney cho biết họ đã chi trả 10 triệu USD cho đài ABC để trình chiếu đoạn trailer đó trong buổi lễ.
Một loạt những cuốn sách dựa trên bộ phim đã được phát hành vào ngày 11 tháng 4 năm 2023. Những cuốn sách đó bao gồm: một cuốn tiểu thuyết tiền truyện gốc mang tên The Little Mermaid: Against the Tide của J. Elle; một cuốn chuyển thể dạng sách ảnh mang tên The Little Mermaid: Make A Splash của Ashley Franklin và Paul Kellam; cuốn tiếp theo có tên The Little Mermaid: Guide to Merfolk, trong đó có những mô tả chi tiết về những mô tả trong bộ phim về vũ trụ, Ariel và các chị gái của cô; và một bản tiểu thuyết hóa từ bộ phim của Faith Noelle.
Ngày 7 tháng 5 năm 2023, một bản nhìn đầu tiên của phân cảnh "Kiss the Girl" đã được chiếu tại giải Điện ảnh và Truyền hình của MTV 2023, được Bailey và Hauer-King giới thiệu theo hình thức công nghệ ảo, do buổi lễ trực tiếp bị hủy bỏ vì đang diễn ra cuộc bãi công của các thành viên trong Hiệp hội các nhà biên kịch Mỹ năm 2023. Ngày 14 tháng 5 năm 2023, Bailey xuất hiện tại Disney Night thuộc mùa thứ 21 của American Idol để quảng bá cho bộ phim, và có lần đầu tiên trình diễn trực tiếp phiên bản của cô của ca khúc "Part of Your World".

## Tranh cãi
Sau thông báo về việc Halle Bailey đảm nhận vai chính Ariel vào tháng 7 năm 2019, cùng với việc ra mắt đoạn teaser đầu tiên vào tháng 9 năm 2022, bộ phim đã nhận được nhiều phản ứng trái chiều từ công chúng vì đã chọn một nữ diễn viên người Mỹ gốc Phi vào vai Ariel, nhân vật vốn là người da trắng trong bản phim hoạt hình gốc vào năm 1989. Những lập luận cho phản ứng tiêu cực bao gồm một nàng tiên cá da đen có những chi tiết không phù hợp với tính chính xác của lịch sử, bản chuyển thể phải bám khá sát với bản gốc và những tiên cá không thể là người da đen vì chúng là sinh vật sống dưới nước. Những lời chỉ trích về việc tuyển chọn diễn viên sau khi ra mắt đoạn teaser đầu tiên ngày càng lan truyền rộng rãi hơn, từ đó đã tạo ra một hashtag có tựa là #NotMyAriel. Nhiều phương tiện truyền thông, cũng như Miranda, đã chỉ trích những phản ứng tiêu cực của công chúng và cho rằng đó là biểu hiện của việc phân biệt chủng tộc. Viết cho tờ The Guardian, Stuart Heritage cho rằng, "Những cuộc cãi vã nhàm chán về đoạn trailer của Disney khiến tất cả chúng ta trở nên ngu ngốc – cho dù Ariel là người da đen hay da trắng, và rõ ràng đây là một bộ phim xứng đáng bị gạt bỏ và mãi mãi chìm trong quên lãng", thay vào đó anh còn đề xuất rằng nên có một "dị nhân có vảy kỳ cục để được vào vai chính".
Trong một buổi phỏng vấn vào ngày 12 tháng 8 năm 2019, Bailey cho biết "[cô không] để ý vào những điều tiêu cực", còn Auli'i Carvalho, người đã từng đóng vai Ariel trong vở nhạc kịch chuyển thể cùng tên như là một phần của The Wonderful World of Disney, bày tỏ sự phấn khích khi xem chân dung của nhân vật mà Bailey thể hiện. Jodi Benson, người từng lồng tiếng cho nhân vật Ariel ở bản phim hoạt hình gốc, đã ca ngợi Bailey và nói rằng, "Tôi nghĩ rằng tinh thần của một nhân vật mới là điều đáng thực sự quan trọng". Brandy Norwood, nữ diễn viên da màu từng đóng vai Lọ Lem trong bộ phim truyền hình cùng tên của Disney vào năm 1997, và Anika Noni Rose, người từng lồng tiếng cho nhân vật Tiana trong bộ phim Công chúa và chàng Ếch, cũng đều ca ngợi việc chọn Bailey vào vai Ariel. Thậm chí, Rachel Zegler, người đã từng đóng vai Maria trong bản phim năm 2021 của Câu chuyện phía Tây và vai chính trong bản phim chuyển thể Bạch Tuyết sắp ra mắt vào năm 2024, cũng đã bày tỏ sự ủng hộ của cô dành cho Bailey. Tháng 2 năm 2023, sau khi một cái nhìn khác về bộ phim được phát hành trực tuyến và bị công chúng đón nhận một cách tiêu cực, Bailey cho biết cô đã cố gắng trong chiến dịch quảng bá bộ phim để phớt lờ những lời chỉ trích do những kẻ phân biệt chủng tộc nhắm vào trên mạng xã hội, thay vào đó cô tập trung vào tích cực dự đoán cho việc phát hành của bộ phim. Trong một câu chuyện trên trang bìa của The Face, Bailey nói thêm, "Tôi biết mọi người thích điều này: 'Đó không phải là về chủng tộc.' Nhưng bây giờ tôi là cô ấy ... Và mọi người không hiểu rằng khi bạn là người da đen thì sẽ có cả cộng đồng khác ... Điều quan trọng là chúng tôi luôn phải nhìn thấy chính mình".
Một cuộc thăm dò do tờ Deadline Hollywood và công ty Morning Consult thực hiện từ ngày 8 đến ngày 10 tháng 7 năm 2022, cho thấy chỉ chưa đến một nửa số người Mỹ ủng hộ ý tưởng về những người thiểu số đóng vai các nhân vật đã được chọn là người da trắng. Khi được hỏi "Nếu nghĩ về việc làm lại phim người đóng từ phim hoạt hình kinh điển, bạn ủng hộ hay phản đối các diễn viên là người thuộc chủng tộc và dân tộc thiểu số đóng các nhân vật là người da trắng trong các bộ phim trước đây?", có 48% trả lời là "mạnh mẽ" hoặc "hơi" ủng hộ, 21% trả lời là "mạnh mẽ" hoặc "hơi" phản đối, trong khi 31% còn lại là không biết hoặc không có ý kiến. Tương tự, một buổi thăm dò khác cũng cho thấy đa số người đều ủng hộ các bản làm lại "càng giống bản gốc càng tốt, bao gồm cả việc bám sát chủng tộc và sắc tộc của từng nhân vật".

## Đón nhận

### Trước khi ra mắt
Theo Variety, đoạn teaser chính thức của Nàng tiên cá đã thu hút được hơn 104 triệu lượt xem trên toàn cầu trong tuần đầu tiên sau khi phát hành. Đoạn teaser đã vượt qua các bộ phim người đóng gần đây của Disney bao gồm Người đẹp và quái vật với 94 triệu lượt, Aladdin với 74 triệu lượt và Cruella với 68 triệu lượt. Sau khi đoạn teaser được phát hành vào tháng 9 năm 2022, một đoạn video ngắn về việc con gái của một gia đình nhà Black phản ứng tích cực qua đoạn teaser đã lan truyền một cách chóng mặt. Tháng 12 năm 2022, trong một cuộc thăm dò được thực hiện bởi Fandango Media, bộ phim đứng thứ ba trong danh sách "Phim gia đình được mong đợi nhất" năm 2023, trong khi Halle Bailey và Melissa McCarthy lần lượt đứng đầu danh sách "Diễn xuất mới được mong đợi nhất trên màn ảnh rộng" và "Nhân vật phản diện được mong đợi nhất".